# Salvadoria mexicana
Salvadoria mexicana är en mångfotingart som beskrevs av Shear 1982. Salvadoria mexicana ingår i släktet Salvadoria och familjen Fuhrmannodesmidae. Inga underarter finns listade i Catalogue of Life.